# European Language Equality Network
European Language Equality Network (litt. « réseau pour l'égalité des langues européennes ») est une organisation non gouvernementale internationale  active à l'échelle européenne, qui s'est donné pour mission la défense et la promotion des langues européennes les moins utilisées (lesser-used languages), c'est-à-dire les langues régionales, les langues minoritaires, langues co-officielles ou langues nationales des petites nations.

## Historique
ELEN prend la suite de l'ancien Bureau européen pour les langues moins répandues, ONG créée en 1982 et supprimée en 2010, qui intervenait sur les mêmes champs de compétences et d'action.

## Missions
Les missions et travaux de l'ONG se répartissent en trois types d'interventions :
- un travail de lobbying à destination des principales organisations internationales engagées sur le terrain de la défense des droits humains et collectifs (Nations unies, Conseil de l'Europe, Union européenne. ELEN se présente comme étant le porte-voix des minorités les moins audibles, notamment en portant les revendications au sein des instances élues comme le Parlement européen. L'ONG mène aussi des actions au niveau local, en s'engageant par exemple dans la campagne nationale en faveur de la ratification de la Charte européenne des langues régionales ou minoritaires en France, en s'engageant ou en portant auprès des Nations unies un rapport déplorant l'attitude du gouvernement espagnol à l'égard des minorités non hispanophones[1],[2], ou encore en s'associant aux inquiétudes des défenseurs des langues minoritaires quant au départ du Royaume-Uni de l'Union européenne[3].
- l'initiative ou la participation à des projets de veille et d'action sur les langues minoritaires.

ELEN a notamment contribué au lancement du Protocole pour la garantie des droits linguistiques de Saint-Sébastien, qui inventorie des mesures concrètes permettant d'assurer le respect des droits linguistiques en Europe, ainsi qu'au Digital Language Diversity Project (« projet pour la diversité linguistique numérique »), qui entend faciliter la création et le partage de contenus numériques utilisant les langues minoritaires.